# Faringe
La faringe és la part del coll situada posteriorment a la boca i la cavitat nasal; i cranealment a l'esòfag, la laringe i la tràquea. Forma part del sistema digestiu i del respiratori de molts d'organismes.
Com que tant l'aire com el menjar passen a través de la faringe, són necessàries unes adaptacions perquè quan mengem no entri aire. En humans, la faringe està implicada en la vocalització.

## Parts
La faringe humana es divideix convencionalment en tres seccions:
- Rinofaringe, nasofaringe o càvum, just darrere de la cavitat nasal. La paret inferior és el paladar tou.
- Orofaringe, just darrere la boca. La paret anterior és la base de llengua i la val·lècula; la paret lateral està formada per l'arc palatofaringi, l'arc palatoglós i per l'amígdala palatina. La paret superior està formada per l'úvula (campaneta) i el paladar tou.
- Laringofaringe o hipofaringe. Inclou el si o recés piriforme i la paret posterior de la faringe. Està recobert per un epiteli escatós estratificat.

## Funcions de la faringe
La faringe intervé en importants funcions com:
- La deglució.
- La respiració.
- La fonació.
- L'audició.

## Músculs de la faringe
- Múscul tensor del vel del paladar o múscul peristafilí extern.
- Múscul elevador del vel del paladar o múscul peristafilí intern.
- Múscul constrictor superior de la faringe.
- Múscul estilofaringi.
- Múscul constrictor mitjà de la faringe.
- Múscul constrictor inferior de la faringe.
- Múscul cricotiroïdal.
- Múscul digàstric.
- Múscul hioglòs.
- Múscul estiloglòs.

## Imatges addicionals

Vies respiràtories.
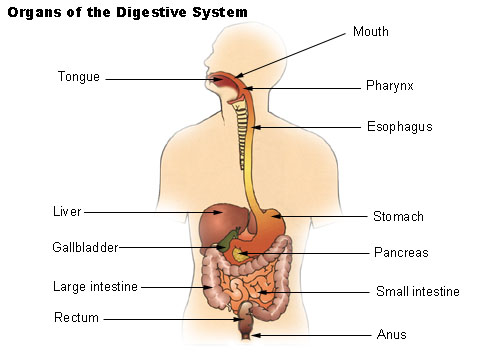
Òrgans del sistema digestiu.
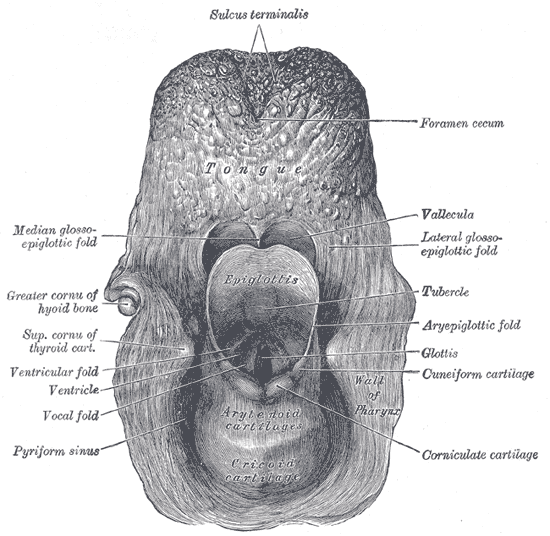
Entrada a la laringe, vista per darrere.
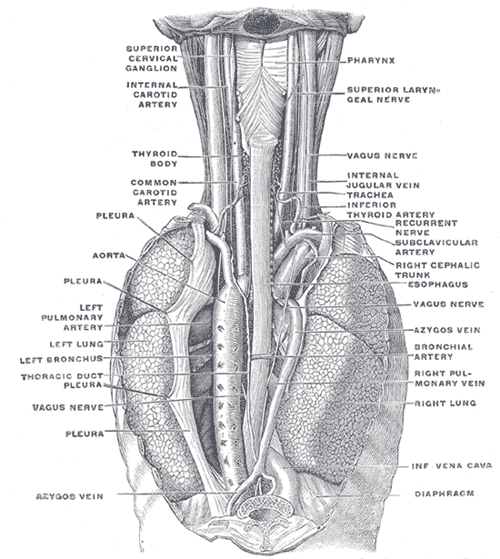
Relacions cervicals i mediastíniques de l'esòfag. Vist des de darrere.